# ايمانويل فريتز
ايمانويل فريتز (بالإنجليزية: Emanuel Fritz)‏ هو حراجي أمريكي، ولد في 1886 في بالتيمور في الولايات المتحدة، وتوفي في 15 ديسمبر 1988 في بيركيلي في الولايات المتحدة.